# Aloe kniphofioides
Aloe kniphofioides är en grästrädsväxtart som beskrevs av John Gilbert Baker. Aloe kniphofioides ingår i släktet Aloe och familjen grästrädsväxter. Inga underarter finns listade i Catalogue of Life.